# Henrik Ekman (präst)
Johan Henrik Magnus Ekman, född 1 februari 1895 i Haga församling i Göteborg, död 7 april 1973 i Gävle, var en svensk präst och målare.
Han var son till sjökaptenen Otto Ekman och Clara Pettersson samt från 1927 gift med Ingegerd Lundström (1905–1980). I äktenskapet föddes bland andra sönerna Stig Ekman och Bo Ekman.
Efter studier i Uppsala prästvigdes Ekman för ärkestiftet 1926. Han tillträdde tjänsten som komminister i Gävle Heliga Trefaldighets församling 1936, blev prost i Gästriklands östra kontrakt 1958 och pensionerades 1962. Han blev ledamot av Vasaorden (LVO) 1951. Vid sidan av sitt kyrkliga arbete var han verksam som konstnär. Han debuterade i Uppsala studentkårs utställning Akademisk konst 1925 och ställde senare ut med Gävleborgs läns konstförening.
Makarna Ekman är begravda på Skogskyrkogården i Gävle.